# María Kanellopoúlou
María Kanellopoúlou (en grec Μαρία Κανελλοπούλου), née le 25 mai 1951 à Kalávryta en Grèce, est une actrice et femme politique grecque.

## Biographie

### Activités politiques
María Kanellopoúlou a été militante de la Jeunesse communiste de Grèce (el) et du Parti communiste de Grèce lorsqu'elle était étudiante, puis dans le mouvement de la gauche non-alignée. Elle soutient le Synaspismós à partir de 1989.
Elle se présente sur la liste du SYRIZA aux élections locales de 2006 (el) à Athènes, et aux élections législatives de 2007 et de 2009 dans la circonscription de l'Achaïe.
Aux élections locales de 2010, elle est élue conseillère municipale à Athènes.
Aux élections législatives grecques de mai 2012, elle est élue députée au Parlement hellénique sur la liste du SYRIZA dans la circonscription de l'Achaïe, et réélue aux élections de juin 2012.
Au Parlement, elle est membre de la commission permanente des affaires culturelles, de la commission permanente spécialisée des régions et de la commission sur les réparations de guerre allemandes.
Aux élections législatives grecques de janvier 2015, elle est à nouveau élue députée de l'Achaïe. Elle est vice-présidente de la commission permanente des affaires culturelles pour la XVIe législature. Elle est également membre de la commission permanente spécialisée des régions et participe à la recréation de la commission sur les réparations de guerre allemandes.
Elle soutient le gouvernement et vote la ratification de l'accord conclu avec les créanciers de la Grèce en juillet 2015. En août 2015, elle signe un appel à préserver l'unité du SYRIZA. Après la dissolution du Parlement, elle décide de ne pas se présenter aux élections législatives de septembre 2015.